# Rechtshandigheid

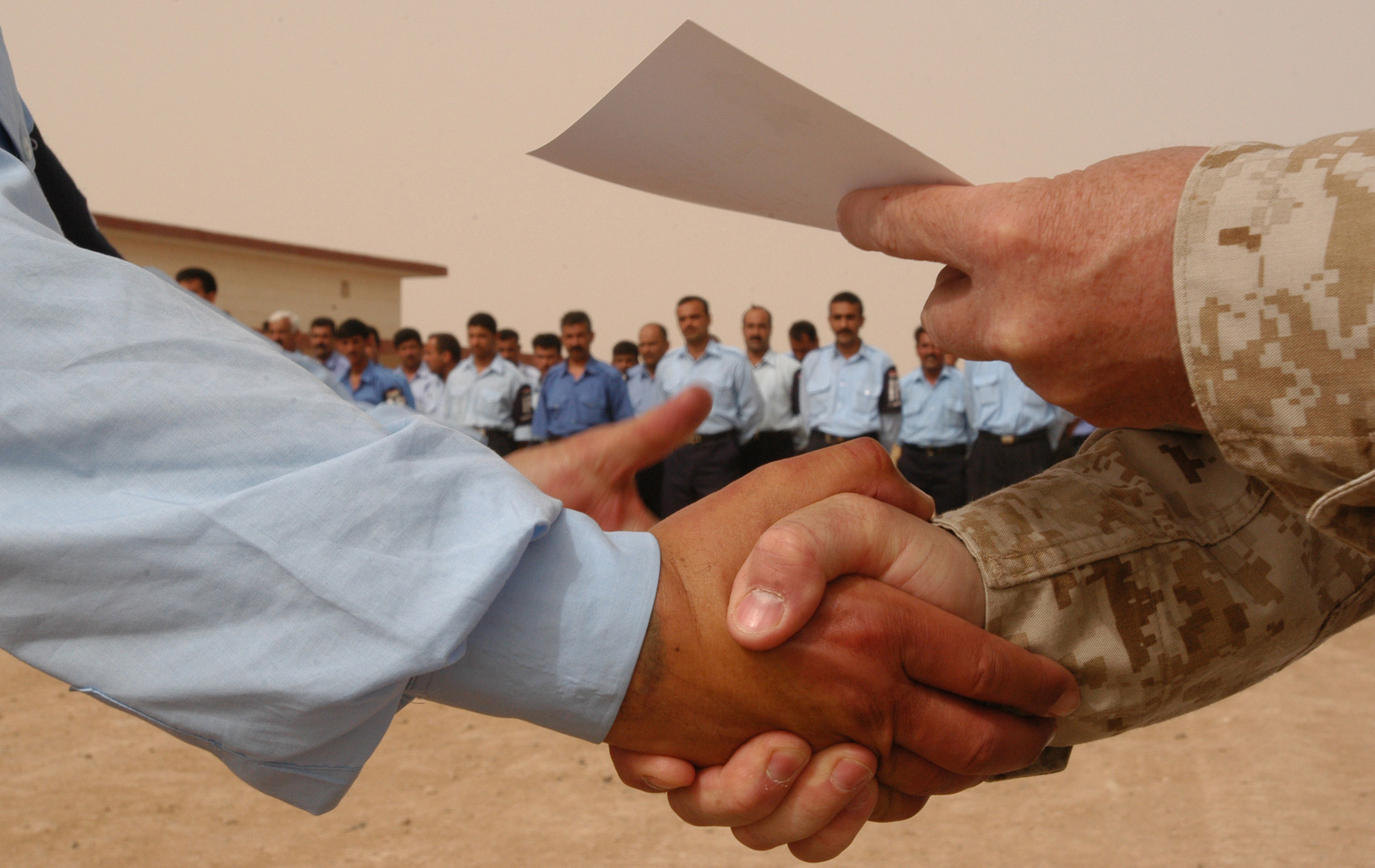
Handdruk met de rechterhand terwijl met de linkerhand een document wordt overhandigd

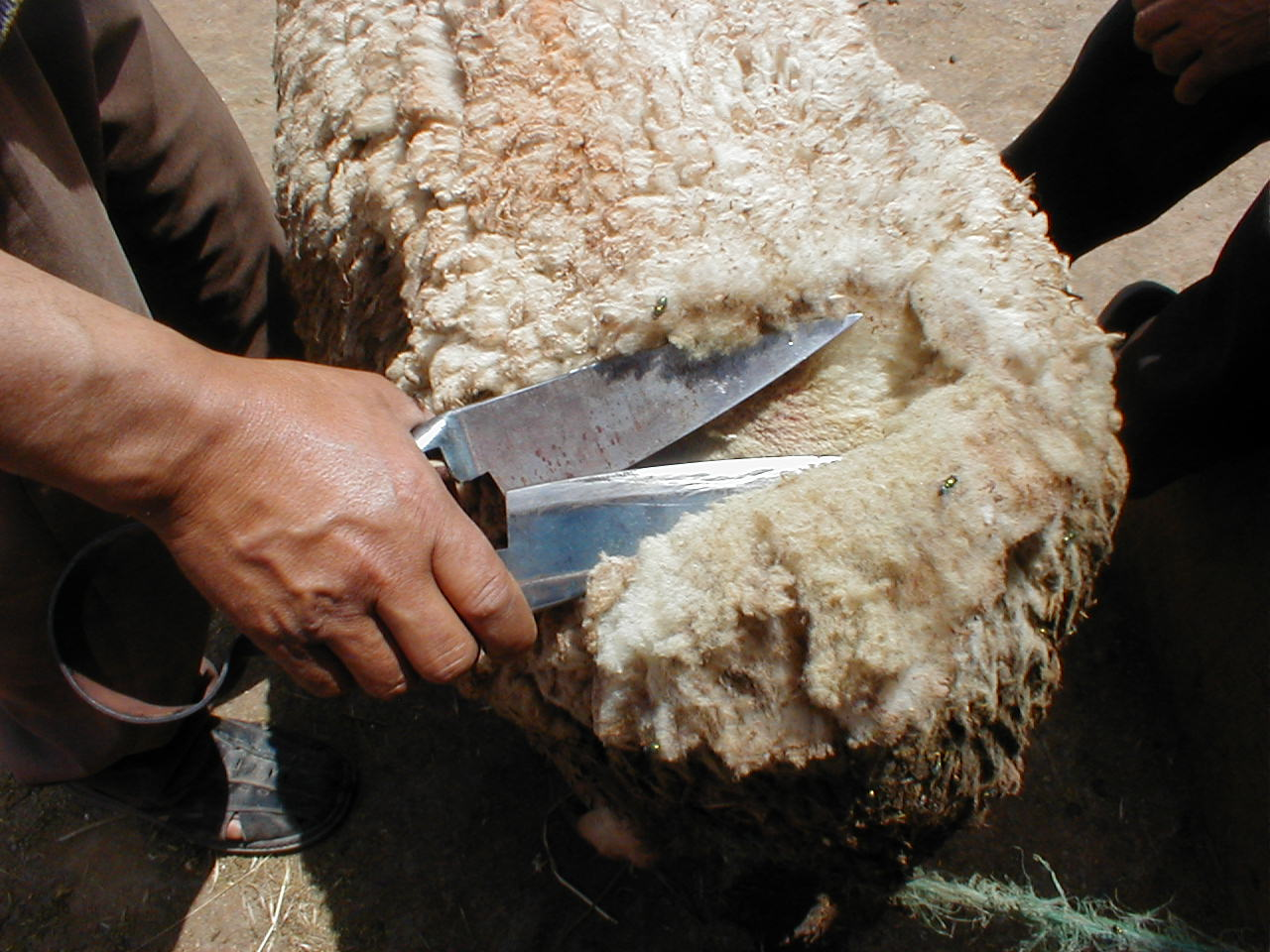
Rechtshandig schapen scheren

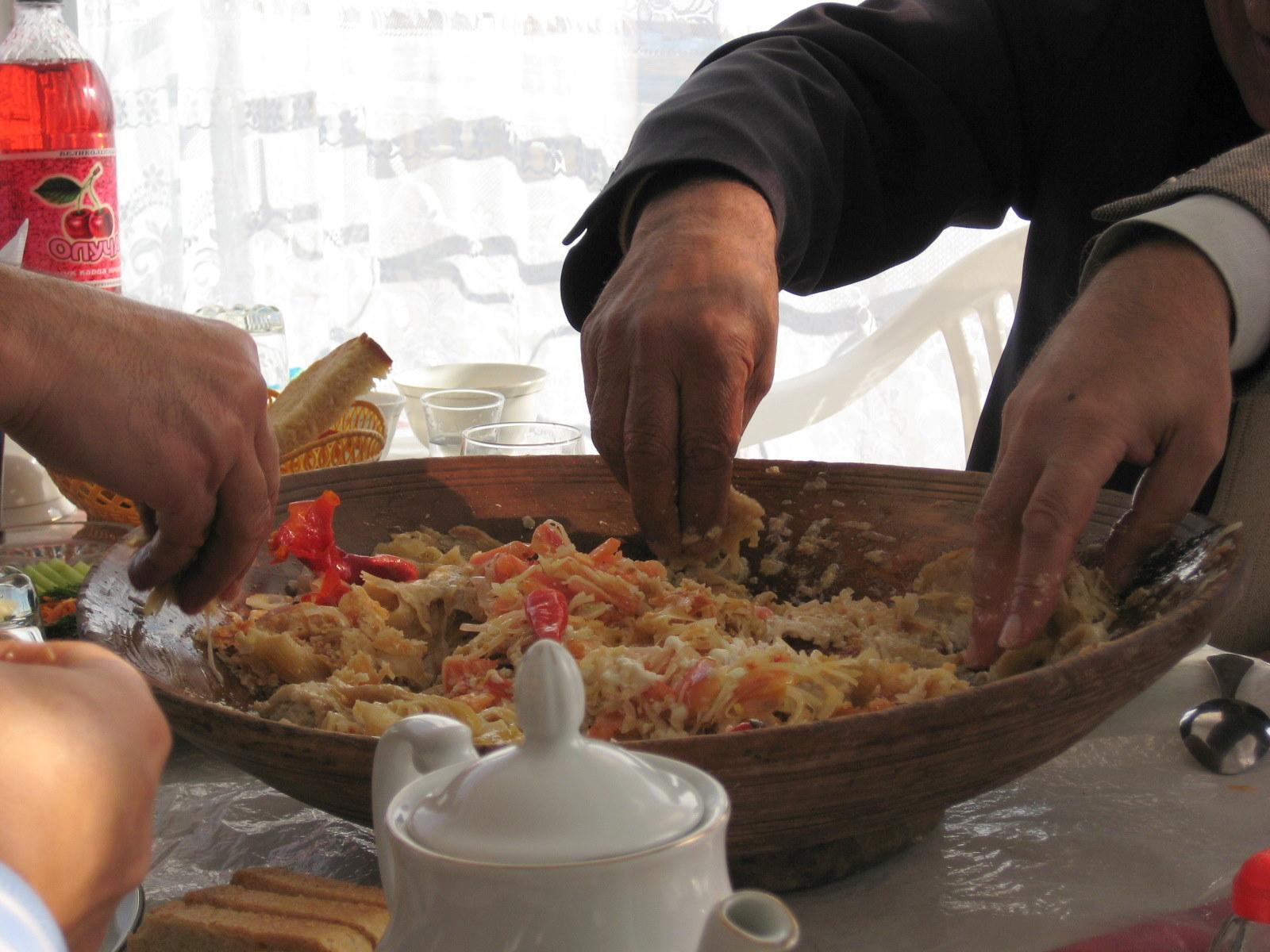
Eten met de rechterhand

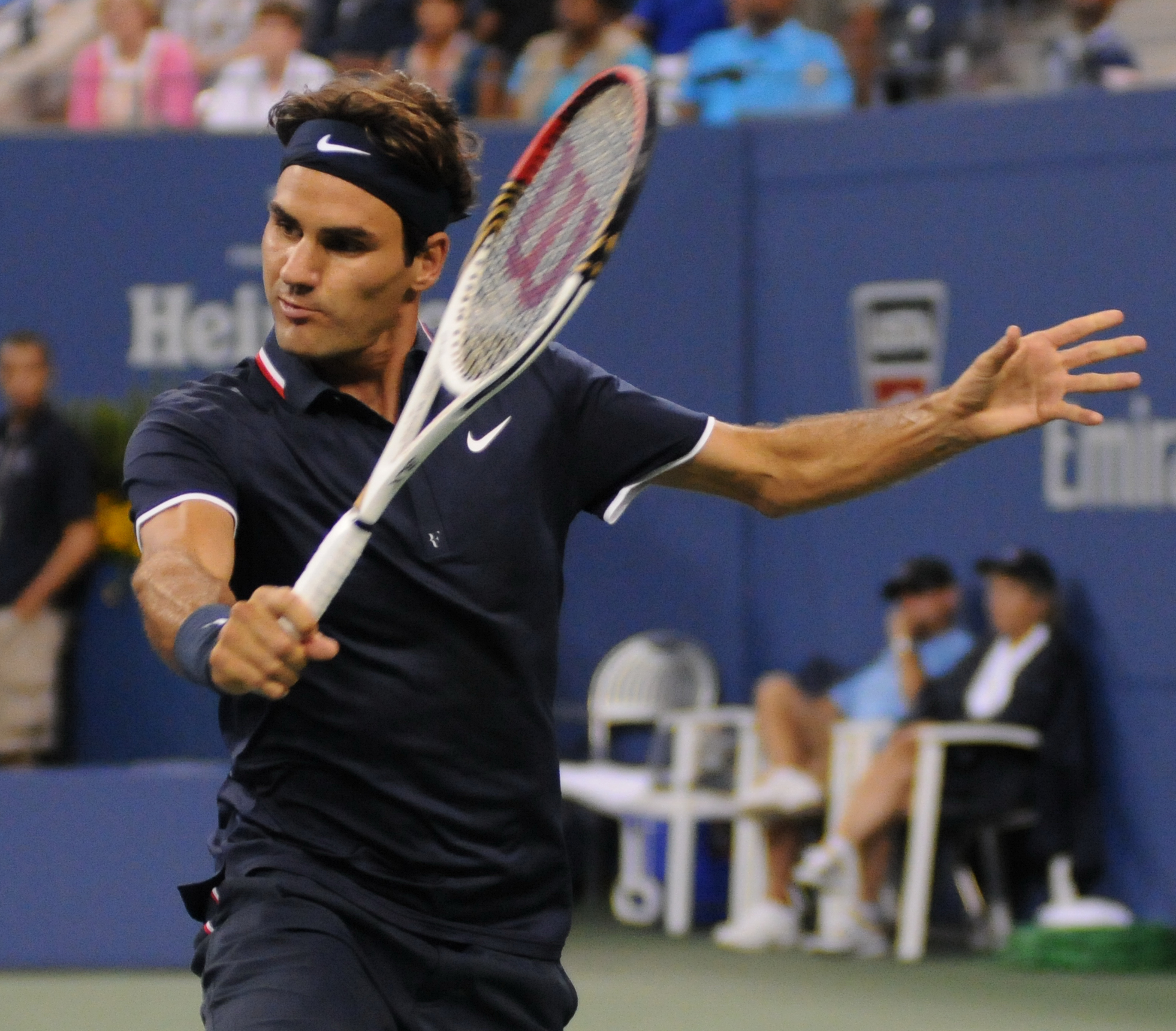
Roger Federer tennist rechtshandig

Met rechtshandig worden mensen aangeduid die als voorkeurshand hun rechterhand hebben. Meestal, maar niet altijd, zijn ze ook rechtsvoetig en rechtsogig. Rechtsvoetig of rechtsbenig wil zeggen dat ze hun rechtervoet gebruiken om bijvoorbeeld tegen een bal te schoppen of hoog te springen. Rechtsogig betekent dat ze hun rechteroog gebruiken als meesteroog om bijvoorbeeld te mikken met een geweer of om door de lens van een microscoop te kijken.
De oorzaak van rechts- of linkshandigheid is onbekend, maar erfelijkheid lijkt een rol te spelen. Rechts- of linkshandigheid ontwikkelt zich bij de mens vanaf het zesde levensjaar (lateralisatiefase) en hangt samen met de verschillen in specialisatie van de hersenhelften (lateraliteit). Het hebben van een voorkeurshand heeft tot gevolg dat allerlei vaardigheden uitsluitend met de voorkeurshand worden aangeleerd en deze hand zich veel sterker ontwikkelt dan de andere hand. Dit uit zich in een betere motoriek: de voorkeurshand heeft sterker ontwikkelde spieren die beter bestuurbaar zijn en meer kracht hebben. Voorbeelden:
- Schrijven wordt alleen aangeleerd met de voorkeurshand. De andere hand leert dit niet en kan dan ook nauwelijks schrijven. Toch is gebleken dat mensen die hun voorkeurshand ineens niet meer kunnen gebruiken, redelijk tot vrij goed met de andere hand kunnen leren schrijven, ook al bereiken ze niet het niveau van de voorkeurshand.
- Professionele tennisspelers hebben een zichtbaar dikkere (onder)arm aan de kant van hun voorkeurshand omdat vooral met deze hand en arm wordt getennist en getraind.

In tegenstelling tot de meeste diersoorten, die geen voorkeur lijken te hebben voor het gebruik van de rechter- of linkerledematen, is naar schatting 85 tot 90 procent van de mensheid rechtshandig. Het fenomeen dat sommige mensen geen voorkeurshand hebben en bijvoorbeeld kunnen schrijven met rechts én links wordt tweehandigheid of ambidextrie genoemd.

## Cultuur, filosofie en religie
Het feit dat de overgrote meerderheid van de mensen een voorkeur heeft voor de rechterhand, heeft gevolgen voor sociale processen in een samenleving. Zo wordt in de filosofie, religie en mythologie de rechterhand meestal als goed aangeduid en de linker als slecht. Deze voorkeur is ook terug te vinden in het gebruik van de rechterhand bij sociale handelingen. In culturen waar handen schudden als begroetingsritueel geldt, wordt de rechterhand geschud. En in sommige culturen wordt alleen met de 'reine' rechterhand gegeten, terwijl de 'onreine' linkerhand wordt gebruikt voor hoesten en reinigen van de billen.